# Monnina intermedia
Monnina intermedia är en jungfrulinsväxtart som beskrevs av Arech.. Monnina intermedia ingår i släktet Monnina och familjen jungfrulinsväxter. Inga underarter finns listade i Catalogue of Life.